# Caibaté
Caibaté is een gemeente in de Braziliaanse deelstaat Rio Grande do Sul. De gemeente telt 5.212 inwoners (schatting 2009).

## Aangrenzende gemeenten
De gemeente grenst aan Guarani das Missões, Mato Queimado, Rolador, São Luiz Gonzaga en Vitória das Missões.